# Eurazeo
Eurazeo — французская инвестиционная компания. Штаб-квартира расположена в XVII округе Парижа.

## История
Eurazeo была создана в 2001 году Мишелем Давидом-Вайлем объединением нескольких инвестиционных компаний, составлявших банковскую группу Lazard. Одна из этих компаний, Azeo, была основана в 1881 году под названием Gaz et Eaux, первоначально занималась снабжением водой и газом в северных и западных регионах Франции. В 1945 году компания утратила концессию на снабжение газом, а в 1976 году — также и на обслуживание водопровода, но к этому времени у неё уже было небольшое инвестиционное портфолио — доли в нескольких европейских компаниях. К 1985 году крупнейшим акционером компании Gaz et Eaux стал Eurafrance, инвестиционный фонд группы Lazard. В 1999 году Gaz et Eaux сменила название на Azeo.
В 2000 году Мишель Давид-Вайль объединил американскую, французскую и британскую части семейной банковской группы в компанию Lazard LLC со штаб-квартирой в Нью-Йорке. В следующем году в Париже была создана инвестиционная компания Eurazeo, которой принадлежали доли в таких компаниях, как Danone, Pearson и Assicurazioni Generali. Главой Eurazeo был назначен Патрик Сейер (Patrick Sayer). В первые годы деятельности Eurazeo были куплены значительные доли в компаниях Eutelsat, Rexel и Financiére Galaxie (сеть отелей B&B Hotels. В 2004 году Eurazeo была объединена с Rue Impériale (компанией по инвестициям в недвижимость, входившей в Lazard).
В 2018 году была поглощена инвестиционная компания Idinvest Partners.

## Собственники и руководство
Крупнейшими акционерами Eurazeo по состоянию на 2024 год были JCDecaux Holding (18,73 %), семья де Солаж (5,87 %), семья Давид-Вайль (5,01 %), семья Ричардсон (3,8 %).
- Жан-Шарль Деко (Jean-Charles Decaux, род. в 1969 году) — председатель наблюдательного совета, также генеральный директор рекламного агентства JCDecaux.
- Уильям Кадуш-Шасэн (William Kadouch-Chassaing) — председатель правления с марта 2022 года. Ранее работал в банке Société Générale.
- Кристоф Бавьер (Christophe Baviere, род. 5 марта 1960 года) — генеральный директор (CEO) с февраля 2023 года.

## Деятельность
Eurazeo является инвестиционной группой. По состоянию на конец 2023 года размер активов под её управлением составлял 35 млрд евро, из них 24,2 млрд евро — средства институциональных и частных инвесторов, остальное — собственные средства. Средства были вложены в акции (73 %), долговые обязательства (21 %) и недвижимость (6 %). Eurazeo имела доли в 600 компаниях. Крупнейшими компаниями в портфолио были Albingia (страхование, Франция), Aroma-Zone (парфюмерия, Франция), Axel Arigato (лёгкая промышленность, Швеция), Back Market (торговля, Франция), BMS Group (страхование, Великобритания), Contentsquare (ИТ, Франция), Carambar & Co (кондитерская группа, Франция), Doctolib (медицина, Франция), DORC (офтальмология, Нидерланды), Elemica (системы автоматизации, США), EFESO (управленческий консалтинг, Франция), Questel (база данных патентов, Франция), Scaled Agile (профподготовка и сертификация, США), Sevetys (сеть ветеринарных клиник, Франция), Waterloo (газированная вода, США), WorldStrides (образование, США), Planet (финансовые услуги, Франция).
В компании в 2023 году работало 410 сотрудников, у неё было 12 офисов, расположенных в городах в разных регионах мира: Париж, Нью-Йорк, Лондон, Франкфурт, Берлин, Милан, Мадрид, Люксембург, Шанхай, Сеул, Сингапур и Сан-Паулу.